# Вајлвуд Лејк (Тенеси)
Вајлвуд Лејк (енгл. Wildwood Lake) насељено је место без административног статуса у америчкој савезној држави Тенеси.

## Демографија
По попису из 2010. године број становника је 3.124, што је 74 (2,4%) становника више него 2000. године.
| Група             | 2000.         | 2010.         |
| Белци             | 2.969 (97,3%) | 2.962 (94,8%) |
| Афроамериканци    | 25 (0,8%)     | 28 (0,9%)     |
| Азијати           | 6 (0,2%)      | 1 (0,0%)      |
| Хиспаноамериканци | 26 (0,9%)     | 80 (2,6%)     |
| Укупно            | 3.050         | 3.124         |